# Chevennes
Chevennes és un municipi francès situat al departament de l'Aisne i a la regió dels Alts de França. L'any 2007 tenia 142 habitants.

## Demografia

### Població
El 2007 la població de fet de Chevennes era de 142 persones. Hi havia 56 famílies de les quals 4 eren unipersonals (4 dones vivint soles i 4 dones vivint soles), 24 parelles sense fills, 24 parelles amb fills i 4 famílies monoparentals amb fills.
La població ha evolucionat segons el següent gràfic:
Habitants censats

### Habitatges
El 2007 hi havia 67 habitatges, 53 eren l'habitatge principal de la família, 9 eren segones residències i 5 estaven desocupats. 66 eren cases i 1 era un apartament. Dels 53 habitatges principals, 43 estaven ocupats pels seus propietaris i 10 estaven llogats i ocupats pels llogaters; 1 tenia dues cambres, 6 en tenien tres, 17 en tenien quatre i 29 en tenien cinc o més. 33 habitatges disposaven pel capbaix d'una plaça de pàrquing. A 22 habitatges hi havia un automòbil i a 25 n'hi havia dos o més.

### Piràmide de població
La piràmide de població per edats i sexe el 2009 era:
| Homes | Edats   | Dones |
| ----- | ------- | ----- |
| 0     | 95 o +  | 0     |
| 0     | 90 a 94 | 0     |
| 0     | 85 a 89 | 4     |
| 0     | 80 a 84 | 4     |
| 0     | 75 a 79 | 0     |
| 4     | 70 a 74 | 4     |
| 8     | 65 a 69 | 4     |
| 0     | 60 a 64 | 4     |
| 0     | 55 a 59 | 4     |
| 0     | 50 a 54 | 4     |
| 8     | 45 a 49 | 0     |
| 8     | 40 a 44 | 0     |
| 0     | 35 a 39 | 20    |
| 0     | 30 a 34 | 0     |
| 12    | 25 a 29 | 4     |
| 0     | 20 a 24 | 4     |
| 8     | 15 a 19 | 8     |
| 24    | 10 a 14 | 12    |
| 4     | 5 a 9   | 12    |
| 0     | 0 a 4   | 12    |

## Economia
El 2007 la població en edat de treballar era de 99 persones, 64 eren actives i 35 eren inactives. De les 64 persones actives 50 estaven ocupades (32 homes i 18 dones) i 14 estaven aturades (6 homes i 8 dones). De les 35 persones inactives 7 estaven jubilades, 11 estaven estudiant i 17 estaven classificades com a «altres inactius».

### Ingressos
El 2009 a Chevennes hi havia 53 unitats fiscals que integraven 146 persones, la mediana anual d'ingressos fiscals per persona era de 14.912 €.

### Activitats econòmiques
L'únic establiment que hi havia el 2007 era d'una empresa de transport.
L'any 2000 a Chevennes hi havia 6 explotacions agrícoles.

## Poblacions més properes
El següent diagrama mostra les poblacions més properes.